# Синагога Цори Гилод (Львов)

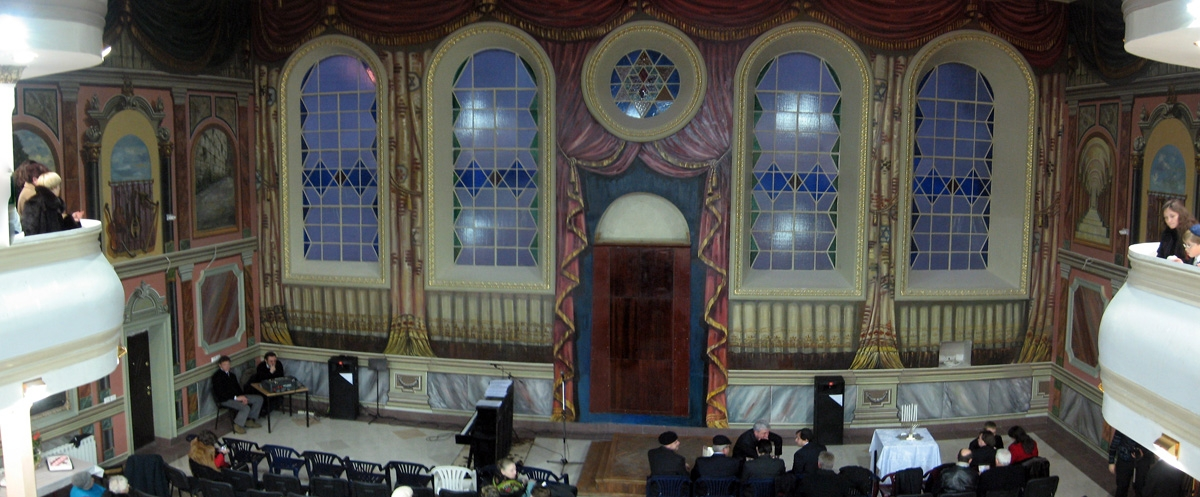
Интерьер синагоги

Синагога «Цори Гилод» (иврит Исцеляющий бальзам) — действующая синагога львовской иудейской общины, находится во Львове на улице Братьев Михновских, 4 (бывшая улица Московская) в районе Привокзальной.
В 1912 году благотворительное общество «Цори Гилод» (иудеи-ортодоксы) получило разрешение городского магистра на перестройку здания члена общества Мозеса Грифельда, построенного ещё в 1897 году, под синагогу, и открыло в нём молитвенный дом с двумя залами. Работы проходили с 1923 по 1925 годы по проекту архитектора Альберта Корнблута. Молельный зал площадью более 200 квадратных метров был рассчитан на 384 сидячих места, две галереи для женщин были украшены богатой резьбой. Зимой 1935—1936 года проходили работы по росписи синагоги художником Максимилианом Кугелем и проведению электроосвещения электротехником Вильгельмом Аписдорфом. К празднику Песах 1936 года работы были завершены, и синагога «Цори Гилод» стала одной из самых красивых синагог Львова. На восточной стене изображены грифоны, держащие скрижали с заповедями, напротив — раскрытая Тора. На фризе изображены эмблемы двенадцати колен Израилевых. На северной и южной стенах художник изобразил музыкальные инструменты, гробницу Рахели, стены старинного Бейт-а-Мидраша, интерьер храма Соломона и скрижали Завета над горой Синай. Главный зал с центральным светильником был украшен витражом в форме звезды Давида.
Во время немецкой оккупации Львова синагога служила в качестве склада и поэтому не была разрушена; в послевоенные годы также использовалась под склад. В 1989 году её вернули львовской иудейской общине. При раввине Авруме Розентале при синагоге начали действовать Ешива и воскресная школа. Ешива получила название «Бейс Аарон ве-Исроэль», ее возглавлял львовянин Хаим Голубицкий, прадед которого был раввином в Белой Церкви. С большим воодушевлением и надеждой восприняла Львовская еврейская община возрождение религиозной еврейской жизни, так, что новым именем начали называть и саму синагогу — «Бейс Аарон ве-Исроэль».
В 1990-1991 годах был проведен ремонт: добавлено освещение, заменен пол, под полом были проложены трубы отопления, обустроена комната для ешивы и кабинет для раввина. Одноэтажная пристройка во дворе синагоги, где находился станок для изготовления мацы, была перестроена под общежитие для ешивы, кошерную кухню, микве и комнату для гостей. 
В настоящее время богослужения проводит раввин Мордехай Шломо Болд. 
В 2007 году был закончен ремонт синагоги по проекту израильского архитектора Аарона Острайхера. В интерьере синагоги сохранилась полихромная живопись. .